# Davide Giordano

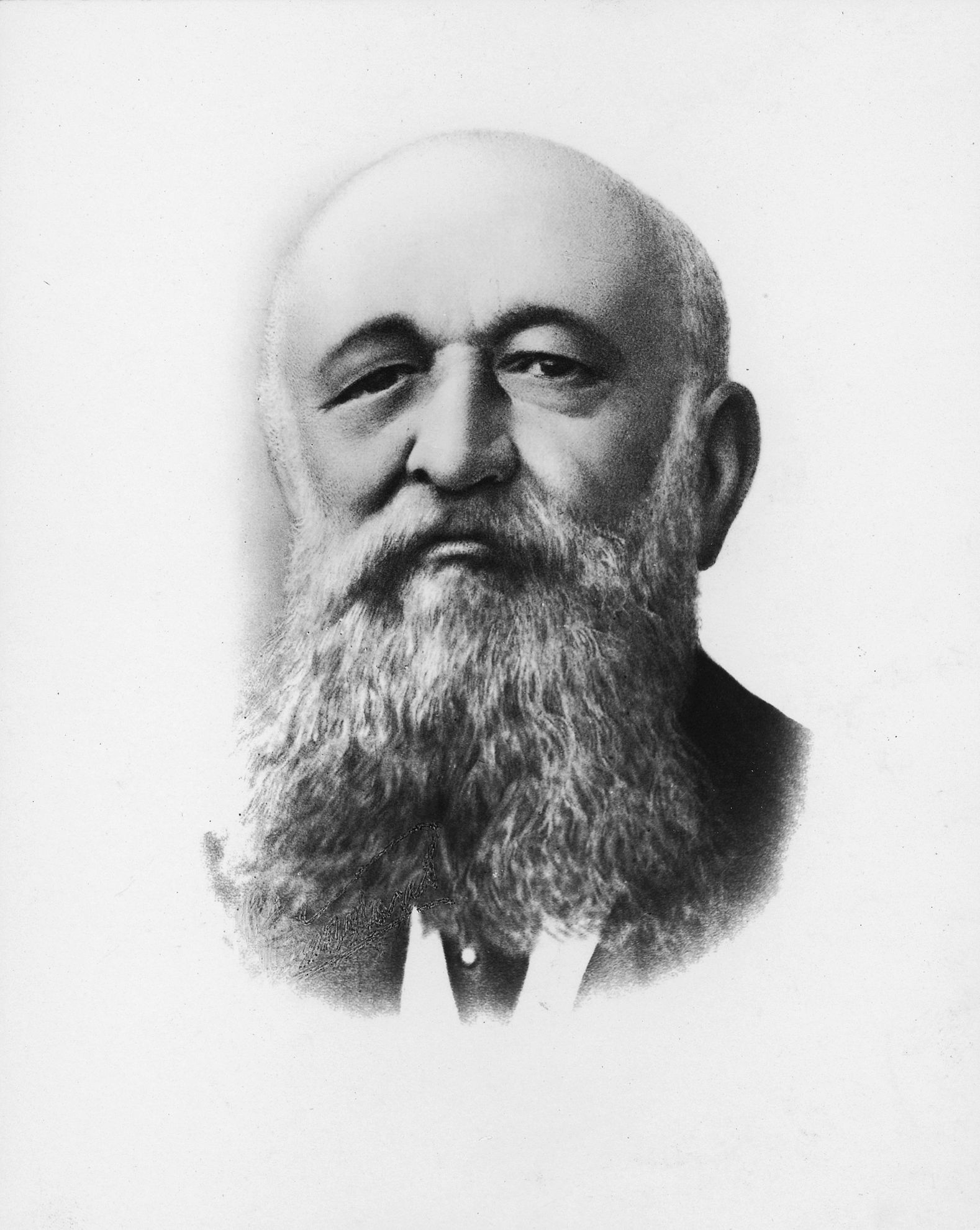
Davide Giordano, um 1924 (?)

Davide Giordano (* 22. März 1864 in Courmayeur; † 1. Februar 1954 in Venedig) war ein italienischer Chirurg und Medizinhistoriker, Institutsleiter und Politiker. Er war von 1920 bis 1923 Bürgermeister Venedigs, commissario straordinario bis 1924. Er unterstützte die Faschisten, die mit ihm den ersten Bürgermeister stellten. Giordano war von 1924 bis 1945 Senator und Befürworter der Euthanasie.

## Leben
Davide Giordano kam 1864 im Aostatal als Sohn von Giacomo und Susetta Hugon zur Welt, die beide Waldenser aus Torre Pellice waren. Die Grundschule besuchte er in Prarostino, die weiterführende Schule in Pinerolo. 1881 schrieb er sich in der Fakultät für Medizin und Chirurgie an der Universität Turin ein. In der Chirurgieabteilung des Krankenhauses Ospedale Maggiore S. Giovanni Battista, nahm ihn der Direktor Giacomo Filippo Novaro als Ersatz für seinen erkrankten Assistenten an, und er wurde Assessore all'igiene von 1884 bis 1887. In dieser Zeit entstanden seine ersten medizinischen Publikationen, denen später medizingeschichtliche folgten.
Am 6. Juli 1887 absolvierte er sein Rigorosum, seine Doktorarbeit befasste sich mit der Ätiologie der Osteomyelitis. Unmittelbar danach wurde er als Chirurg im Waldenserkrankenhaus von Torre Pellice eingestellt. Sein Einzugsbereich umfasste damit die Gemeinden Bobbio, Villar Pellice, Luserna-San Giovanni, Angrogna und Rorà. Doch 1891 rief ihn Novaro an die Universität Bologna als Assistent und Leiter des dortigen Labors. Auch unterrichtete er Techniken der Operation. 1894 bewarb er sich nach Venedig, wo er am 16. Juli die Direktion der zweiten Chirurgieabteilung des Ospedale civile übernahm. Dabei operierte er praktisch die gesamte Bandbreite der möglichen Fälle, ohne jede Spezialisierung. Das Haus wurde als Universitätsklinik anerkannt.
Giordano verfasste mehr als 200 medizinische Beiträge, dazu Handbücher und auch zur Chirurgie des Krieges verfasste er einige Abhandlungen. 1915 unterstützte er die Euthanasie.
Neben der Chirurgie befasste sich Giordano mit der Medizingeschichte. Er wurde 1907 Gründungsmitglied der Società italiana di storia critica delle scienze mediche e naturali, deren Präsident er wurde, ebenso wie 1930 bis 1938 Präsident der Società internazionale di storia della medicina.
So schrieb er über den Bolognesen Leonardo Fioravanti (1518–1588), Bologna 1920 und über Giambattista Morgagni (1682–1771), Turin 1941. 1930 sammelten seine Schüler die medizinhistorischen Aufsätze in: Scritti e discorsi pertinenti alla storia della medicina e argomenti diversi, die in Mailand erschienen.

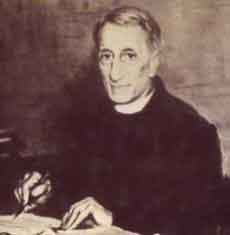
Der Partito Popolare Italiano unter Luigi Sturzo unterstützte Davide Giordano.

1919 oder 1920 gründete er zusammen mit Pietro Orsi und Giovanni Battista Giuriati die Gruppe Alleanza nazionale (nicht zu verwechseln mit dem 1946 gegründeten Movimento Sociale Italiano, der später wieder Alleanza Nazionale hieß), deren Präsident er war.
Auf einer Liste kandidierte er in Venedig, zusammen mit Nationalisten, Liberalen und Katholiken, gegen die Sozialisten um das Bürgermeisteramt. Unterstützt wurde er vom katholischen Partito Popolare Italiano, obwohl er nicht Katholik war. Sein Führer Luigi Sturzo besuchte Venedig am 18. März 1919. Im Frühjahr 1919 gründeten die Faschisten ein sogenanntes fascio di combattimento, die zweite Gründung dieser Art nach der von Mussolini in Mailand am 23. März desselben Jahres. Bei den Wahlen im November 1919 gewann der PPI 3.156 Stimmen, die Liberalen 3.200 und die Demokraten 3.329. Die Sozialisten erhielten 9.883 Stimmen. In der Provinz hingegen erzielte der PPI 16.699 Stimmen, die Sozialisten 25.323.
Giordano ging als Sieger aus der Wahl hervor und blieb 1920 bis 1923 im Amt. Zunächst setzte Giordano die Kulturpolitik seiner Vorgänger fort. 1921 wurden die Sale delle Procuratie Nuove und die Ala Napoleonica am Markusplatz Sitz des Museo Correr. 
Unter Gino Covre, einem Kriegsheimkehrer aus dem Friaul, griffen im November 1921 seine Cavalieri della Morte das Büro der seit Januar von den Sozialisten abgespaltenen Kommunistischen Partei an. Acht Monate später wurde die rechte Gruppe, die acht Menschen tötete, von den Faschisten aufgelöst. Zu dieser Zeit verteidigten die Sozialisten weiterhin ihre Gebiete um die Via Garibaldi, um den Campo Santa Margerita und in Cannaregio. 
Am 28. September 1921 protestierten die venezianischen Faschisten gegen das Abkommen ihrer Partei mit den Sozialisten und der Confederazione Generale del Lavoro (CGL). Führer der Faschisten in Venedig war der Anwalt Pietro Marsich, auf den es zurückzuführen ist, dass die venezianischen Faschisten andere Wege gingen, als im übrigen Land. Marsich geriet dabei in Gegensatz zu Mussolini. Im Juni 1922 musste Marsich seine Zeitung Italia Nuova aufgeben. Er hatte schon drei Monate zuvor die Partei verlassen. Er starb 1928. 
Die Faschisten, seit dem Marsch auf Rom im Oktober 1922 auch Herren Venedigs, stürmten die Casa del Popolo in Mestre. Sie verdrängten die Radikalen innerhalb der Partei, wie Girolamo di Causi, den die Cavalieri della Morte bei San Cassan im September 1921 verprügelt hatten. Anita Mezzalira, die die Frauen in der Tabakfabrik organisiert hatte, wurde verhaftet, entlassen, ihr wurde jede politische Aktivität untersagt und sie stand bis 1945 unter Aufsicht. Ende 1925 wurde der sogenannte „römische Gruß“ obligatorisch. 
Im Juni 1923 besuchte Mussolini Venedig, Giordano begleitete ihn auf einer Gondelfahrt. Die Faschisten verfolgten Pläne für ein Groß-Venedig und 1923 begannen entsprechende Eingemeindungen, etwa von Pellestrina. 1924 folgten Murano und Burano, dann die Städte auf dem Festland.
1924 wurde Giordano zum commissario straordinario. Für seine Verdienste als medizinischer Berater der faschistischen Milizia Volontaria per la Sicurezza Nazionale wurde er 1924 zum Senator ernannt. 1927 übernahm er die kommissarische Leitung der Scuola superiore di economia an der Ca' Foscari, der venezianischen Universität. Ihr bisheriger Leiter, der Wirtschaftshistoriker Gino Luzzatto, war aus dem Amt gedrängt worden, seine Kollegen wurden mit Gewalt bedroht. 
Giordano war Gründungsmitglied der Internationalen Gesellschaft für Chirurgie in Brüssel im Jahr 1903. 1926 war er Präsident des internationalen Chirurgiekongresses in Rom, wo er einen Vortrag auf Latein hielt. Auch war er Präsident des Ateneo Veneto von 1930 bis 1931. In dieser Funktion wurde er vom seinerzeitigen Podestà Giovanni Marcello persönlich gebeten, eine Ausstellung zur „Venezianità“ der vom faschistischen Regime beanspruchten Insel Korfu zu veranstalten. 1931 wurde Giordano Präsident des universitären Verwaltungsrats. 
Aus Altersgründen schied er 1934 aus. Im Jahr 1936 wurde Giordano zum Mitglied der Leopoldina gewählt. 
Nach Kriegsende, am 31. Juli 1945, wurde ihm der Rang eines Senators aberkannt. 1946 wurde er, trotz seiner Verwicklung in die Verbrechen des faschistischen Regimes, Vizepräsident der Società italiana di chirurgia. Seine Gesamtgeschichte der Chirurgie, die er in seinen letzten Lebensjahren begann, blieb unvollendet.
Die Kommunistische Partei Italiens kaufte sein Haus bei San Marcuola und richtete dort ihr Parteibüro ein.

## Werke
- Dell'innesto degli ureteri nel crasso intestino e della asportazione della vescica e della prostata, in: La Riforma medica, VIII (1892), S. 495–498
- Sulla questione se si possano trapiantare gli ureteri nel retto, in: La Clinica chirurgica, II (1894), S. 80–91.
- Sulla asportazione completa per il ventre dei genitali interni invece della salpingectomia bilaterale, in: Rivista veneta di scienze mediche, XXIII (1895), S. 245–265.
- Osservazioni di nefrectomia e nefropessia simultanea, perché il rene sano era mobile, in: Memorie chirurgiche pubblicate in onore di E. Bottini, Palermo 1903, S. 248–264.
- Intervento chirurgico in nefriti, in: Rivista veneta discienze mediche, XLIV (1906), S. 433–447.
- Die Behandlung der renalen Hämaturie, in: Klinisch-therapeutische Wochenschrift, XVI (1909), S. 1157–1162.
- Traitementdes hématuries rénales, in: Congrès international de médecine, 1909, Budapest 1910, S. 213–231.
- Les résections larges de la vessie, in: Annales des maladiesdes organes génito-urinaires, II (1911), S. 2231–2247.
- Chirurgia renale. Osservazioni e riflessioni, Turin 1898.
- Nuove conoscenze intorno alla patologia e terapia del rene malato dal punto di vista chirurgico, Piacenza 1909.
- Contributo alla conoscenza ed alla cura dell'ascesso epatico, in: Annali di medicina navale, V (1899), S. 33–54.
- Contributo alla conoscenza degli ascessi retroepiploici da pancreatite suppurata, in: La Clinica chirurgica, VIII (1900), S. 242–251.
- Documents pour l'histoire des pancréatites suppurées, in: Archives des maladies de l'appareil digestif et des maladies de la nutrition, II (1908), S. 23–31.
- La chirurgia delle ascite per cirrosi epatica, in: Rivista veneta di scienze mediche, XLVIII (1908) S. 289–306.
- L'ascesso del fegato, in: La Riforma medica, XVIII (1912), S. 561–565.
- L'abcès du foie, in: Archives des maladies de l'appareil digestif et des maladies de la nutrition, VI (1912), S. 492–501.
- La chirurgia del ceco, in: Archivio ed atti della Società italiana di chirurgia, XXVII (1921), S. 249–281.
- Contributo alla cura delle lesioni traumatiche ed alla trapanazione del cranio, in: L'Osservatore, XLI [1890], S. 5–15.
- Contributo allo studio delle lesioni chirurgiche del pneumogastrico, in: La Clinica chirurgica, I [1893], S. 241–272.
- Sulle lesioni del pneumogastrico considerate dal punto di vista chirurgico: osservazioni, in Archivio per le scienze mediche, XVII [1893], S. 367–380.